# Лук мощный
Лук мо́щный (лат. Allium robustum) — многолетнее травянистое растение, вид рода Лук (Allium) семейства Луковые (Alliaceae).

## Распространение и экология
В природе ареал вида охватывает Среднюю Азию.
Произрастает на сухих склонах.

## Ботаническое описание
Луковица почти шаровидная, диаметром 1—2 см; оболочки черноватые, бумагообразные. Стебель высотой 40—60 см, с слабо выступающими жилками.
Листья в числе двух—четырёх, шириной 2—10 мм, линейные, по краю гладкие, значительно короче стебля.
Чехол немного или в полтора раза короче зонтика, коротко заострённый. Зонтик полушаровидный или почти шаровидный, многоцветковый, густой. Цветоножки в полтора—три раза длиннее околоцветника, равные, при основании без прицветников. Листочки звёздчатого околоцветника тёмно-пурпурные, с более тёмной жилкой, линейно-ланцетные, тупые, позднее вниз отогнутые, скрученные, длиной около 5 мм. Нити тычинок равны листочкам околоцветника, при основании с околоцветником сросшиеся, выше между собой свободные, шиловидные. Завязь почти сидячая, шероховатая.
Коробочка яйцевидно-шаровидная, диаметром около 4 мм.

## Таксономия
Вид Лук мощный входит в род Лук (Allium) семейства Луковые (Alliaceae) порядка Спаржецветные (Asparagales).
|  |                                      |  |                                                             |                                                             |                   |  | ещё 24 семейства (согласно Системе APG II) | ещё 24 семейства (согласно Системе APG II) |                     |  |  |  | ещё более 870 видов |
|  |                                      |  |                                                             |                                                             |                   |  | ещё 24 семейства (согласно Системе APG II) | ещё 24 семейства (согласно Системе APG II) |                     |  |  |  | ещё более 870 видов |
|  |                                      |  |                                                             | порядок Спаржецветные                                       |                   |  |                                            |                                            | род Лук             |  |  |  |                     |
|  |                                      |  |                                                             | порядок Спаржецветные                                       |                   |  |                                            |                                            | род Лук             |  |  |  |                     |
|  | отдел Цветковые, или Покрытосеменные |  |                                                             |                                                             | семейство Луковые |  |                                            |                                            | вид Лук мощный      |  |  |  |                     |
|  | отдел Цветковые, или Покрытосеменные |  |                                                             |                                                             | семейство Луковые |  |                                            |                                            |                     |  |  |  |                     |
|  |                                      |  | ещё 44 порядка цветковых растений (согласно Системе APG II) | ещё 44 порядка цветковых растений (согласно Системе APG II) |                   |  |                                            | ещё около 300 родов                        | ещё около 300 родов |  |  |  |                     |
|  |                                      |  |                                                             | ещё 44 порядка цветковых растений (согласно Системе APG II) |                   |  |                                            |                                            | ещё около 300 родов |  |  |  |                     |